# Sewastopol-Panorama

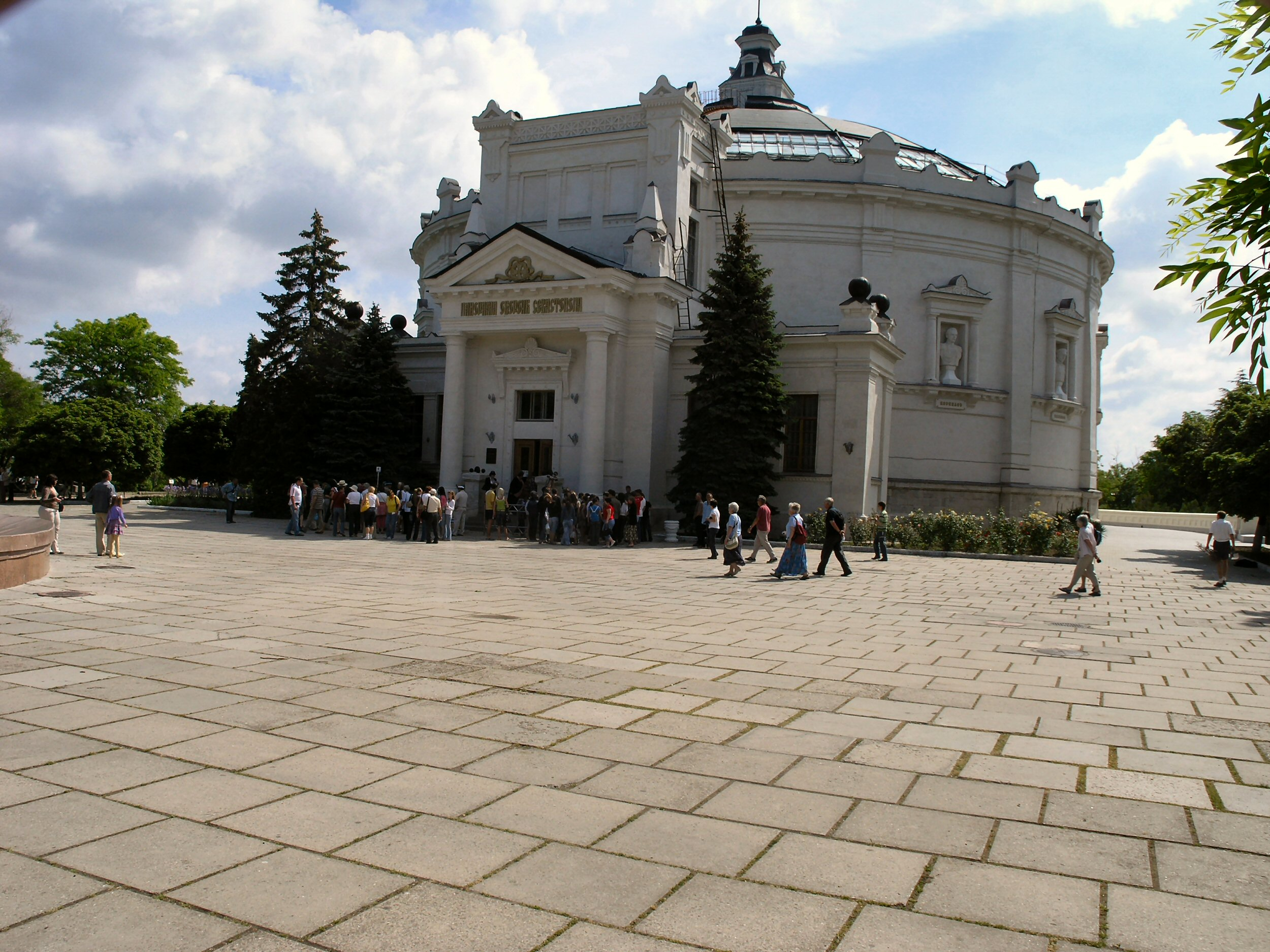
Gebäude des Rundgemäldes

Sewastopol-Panorama ist ein 115 Meter langes und 14 Meter hohes Rundgemälde in Sewastopol in der Ukraine.

## Überblick
Das Bild zeigt die Verteidigung der Stadt während des Krimkrieges (1853–1856). Es wurde in den Jahren 1901–1904 von Franz Alexejewitsch Roubaud (1856–1928) und seinen Mitarbeitern Leopold Schönchen, Oskar Merté, Karl H. Frosch, Eldring geschaffen. 
Es werden die Kampfhandlungen zwischen den angreifenden französischen und britischen Truppen und den russischen Verteidigern  dargestellt. Das Werk wurde 1942 schwer beschädigt und 1951–1954 restauriert.

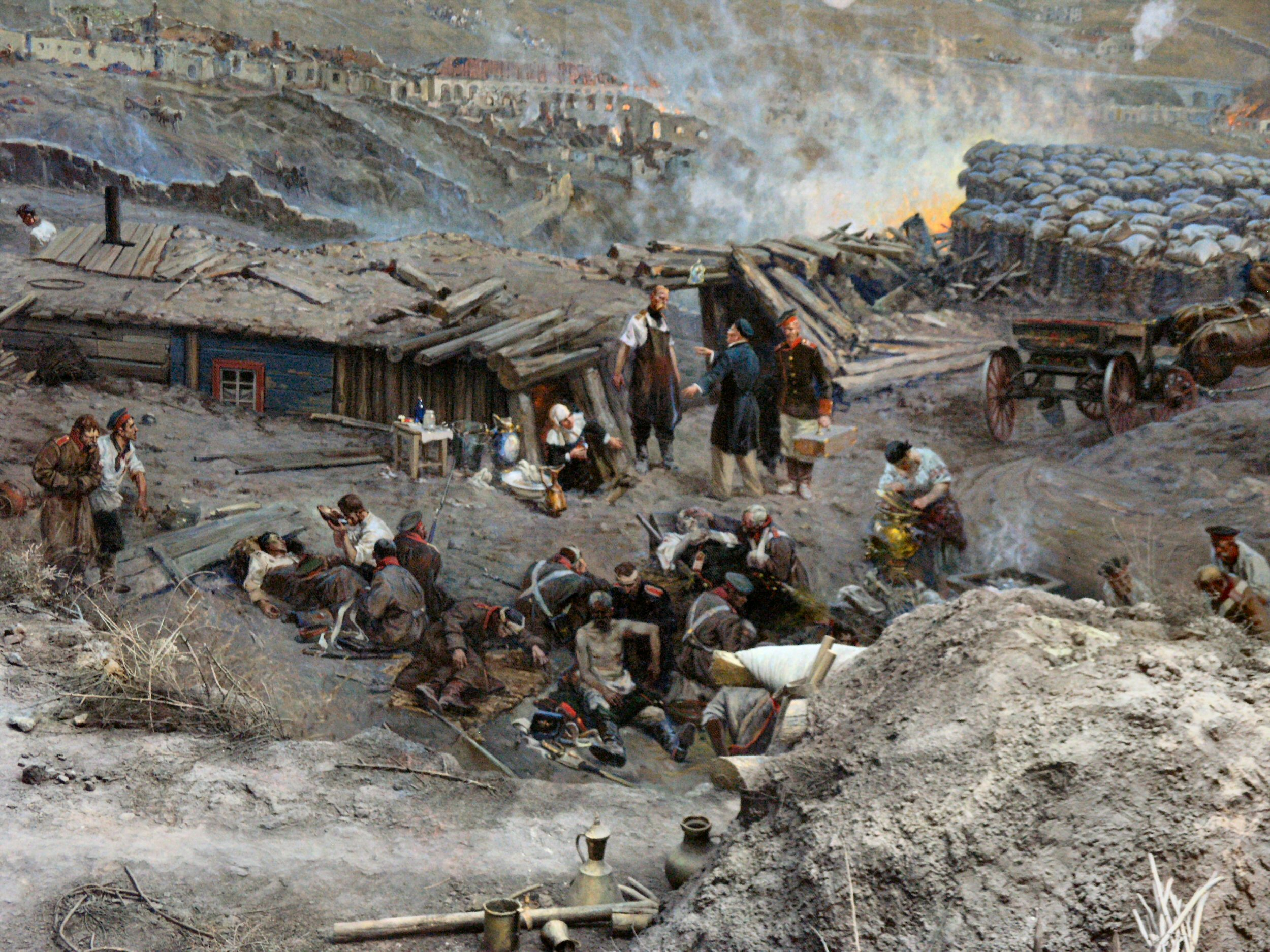
Detail aus dem Panorama

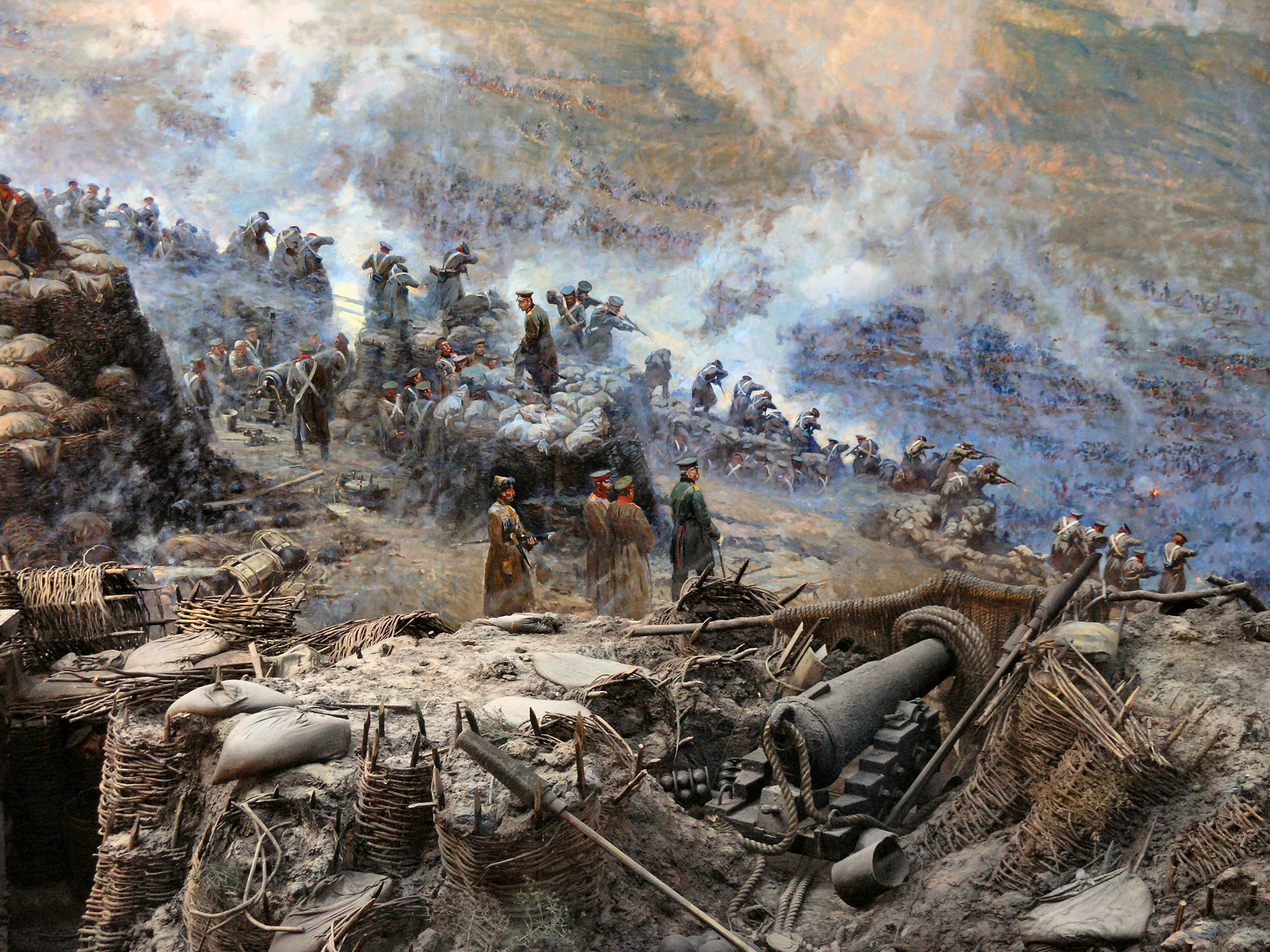
Detail aus dem Panorama

## Panoramabild
Auf seinem 115 Meter langen und 14 Meter hohen Kolossalgemälde stellt Roubaud den Morgen des 6. Juni 1855 dar, als die russische Armee die englischen und französischen Truppen ein letztes Mal zurückhalten konnte, bevor diese die Stadt stürmten. Die französische Armee hatte dieses Datum gewählt, weil sie genau 40 Jahre zuvor die Schlacht von Waterloo verloren hatte. Die Franzosen wollten den Sieg deshalb um jeden Preis. 
Als Begründer der russischen Panorama-Schule erhielt Roubaud einige Jahrzehnte später den Auftrag, ein monumentales Denkmal zu schaffen, das an das Heldentum der Verteidiger Sewastopols erinnert. Roubaud lebte um 1900 in München, wo er speziell für diesen Auftrag einen Pavillon bauen ließ. Drei Jahre lang malte er zusammen mit Studenten der bayerischen Kunst-Akademie das Panorama  und baute es auf.  
In der Zwischenzeit wurde am Istoritscheski bulwar in Sewastopol ein Gebäude für dieses Panorama errichtet. Zum 50. Jahrestag der Verteidigung Sewastopols wurde am 14. Mai 1905 der Rundbau mit dem antik wirkenden Eingangsportal eröffnet und das Panorama aus München in die damals russische Hafenstadt transportiert. An der Außenfassade finden sich Marmorbüsten der wichtigsten Offiziere des Krimkrieges, darunter auch eine des Schriftstellers Lew Tolstoi, der sich an der Verteidigung Sewastopols beteiligt hatte. Vor dem Wandgemälde hat Roubaud Modelle von zerstörten Bunkern, Pferdekarren, Kanonen und gefallenen Soldaten aufgebaut, die ein Gefühl von Dreidimensionalität schaffen. Rund 4000 Figuren sind auf dem Gemälde verewigt, darunter neben vielen Offizieren auch einige zivile historische Figuren: Der damals berühmteste russische Chirurg Nikolai Iwanowitsch Pirogow, die erste russische Krankenschwester P. I. Grafowa und die Dascha von Sewastopol – eine junge Frau, welche die Kämpfenden mit Wasser versorgte.
Während des Zweiten Weltkrieges, am 25. Juni 1942, wurde das Rundgebäude mit dem Panorama zerstört. 86 Leinwandteile konnten gerettet und mit dem russischen Zerstörer „Taschkent“ über den Seeweg in Sicherheit gebracht werden. Diese Originale konnten aber nicht mehr restauriert werden, so dass man in Moskau 19 Künstler damit beauftragte, das Panorama auf einer neuen Leinwand komplett neu zu malen und aufzubauen. Wie Roubaud mit seinen Kunststudenten in München fünfzig Jahre zuvor waren die Moskauer Künstler bis 1954 drei Jahre lang an der Arbeit. Am 16. Oktober 1954 wurde das Panorama – 100 Jahre nach der ersten Verteidigung von Sewastopol – im komplett neu aufgebauten Rundgebäude wieder eröffnet. An der Außenwand sind Büsten wichtiger Persönlichkeiten u. a. von  der Bildhauerin Nina Petrowna Petrowa zu sehen.

## Adresse
Nazionalny musei geroitscheskoi oborony i oswoboschdenija Sewastopolja

Istoritscheski bulwar

UA-99011 Sewastopol

Национальный музей героической обороны и освобождения Севастополя

Исторический бульвар

99011 Севастополь